# Basketball-Europameisterschaft der Damen 1954
Die Basketball-Europameisterschaft der Damen 1954 (offiziell: EuroBasket 1954 Women) war die 4. Austragung des kontinentalen Wettbewerbs. Sie fand vom 4. bis zum 13. Juni 1954 in Jugoslawien statt und wurde von der FIBA Europa organisiert. Die Partien wurden in Belgrad ausgetragen.

## Mannschaften
| Gruppe A                                     | Gruppe B                                     | Gruppe C                                  |
| -------------------------------------------- | -------------------------------------------- | ----------------------------------------- |
| - Frankreich - Italien - Österreich - Ungarn | - BR Deutschland - Jugoslawien - Sowjetunion | - Bulgarien - Dänemark - Tschechoslowakei |

## Vorrunde
Es wurde in drei Gruppe gespielt. Durch die Anzahl von zehn Mannschaften gab es eine Vierer- und zwei Dreier-Gruppen. Bei Punktgleichheit zählt der direkte Vergleich, danach die Korbdifferenz folgend die erzielten Körbe. Die beiden Bestplatzierten jeder Gruppe kämpften in der Finalrunde um die Medaillen. Die restlichen Mannschaften kamen in die Platzierungsrunde um die Plätze 7 bis 10.

### Gruppe A
Tabelle
| Platz | Team       | Spiele | Siege | Niederl. | Körbe   | Diff. | Punkte |
| ----- | ---------- | ------ | ----- | -------- | ------- | ----- | ------ |
| 1     | Ungarn     | 3      | 2     | 1        | 153:113 | +40   | 5      |
| 2     | Frankreich | 3      | 2     | 1        | 170:96  | +74   | 5      |
| 3     | Italien    | 3      | 2     | 1        | 131:121 | +10   | 5      |
| 4     | Österreich | 3      | 0     | 3        | 75:199  | −124  | 3      |

Spiele
| Spiel | Team 1     | Team 2     | 1. H. | 2. H. | Verl. | Ergebnis |
| ----- | ---------- | ---------- | ----- | ----- | ----- | -------- |
| A1    | Frankreich | Österreich | 41:14 | 51:7  | –     | 92:21    |
| A2    | Italien    | Ungarn     | 27:31 | 25:19 | –     | 52:50    |
| A3    | Ungarn     | Österreich | 38:18 | 31:16 | –     | 69:34    |
| A4    | Frankreich | Italien    | 17:19 | 34:22 | –     | 51:41    |
| A5    | Italien    | Österreich | 21:11 | 17:9  | –     | 38:20    |
| A6    | Ungarn     | Frankreich | 16:15 | 18:12 | –     | 34:27    |

### Gruppe B
Tabelle
| Platz | Team           | Spiele | Siege | Niederl. | Körbe  | Diff. | Punkte |
| ----- | -------------- | ------ | ----- | -------- | ------ | ----- | ------ |
| 1     | Sowjetunion    | 2      | 2     | 0        | 154:54 | +100  | 4      |
| 2     | Jugoslawien    | 2      | 1     | 1        | 112:62 | +50   | 3      |
| 3     | BR Deutschland | 2      | 0     | 2        | 25:175 | −150  | 2      |

Spiele
| Spiel | Team 1      | Team 2         | 1. H. | 2. H. | Verl. | Ergebnis |
| ----- | ----------- | -------------- | ----- | ----- | ----- | -------- |
| B1    | Jugoslawien | BR Deutschland | 32:8  | 37:6  | –     | 69:14    |
| B2    | Sowjetunion | Jugoslawien    | 20:21 | 28:22 | –     | 48:43    |
| B3    | Sowjetunion | BR Deutschland | 57:0  | 49:11 | –     | 106:11   |

### Gruppe C
Tabelle
| Platz | Team             | Spiele | Siege | Niederl. | Körbe  | Diff. | Punkte |
| ----- | ---------------- | ------ | ----- | -------- | ------ | ----- | ------ |
| 1     | Bulgarien        | 2      | 2     | 0        | 146:80 | +66   | 4      |
| 2     | Tschechoslowakei | 2      | 1     | 1        | 136:97 | +39   | 3      |
| 3     | Dänemark         | 2      | 0     | 2        | 39:144 | −105  | 2      |

Spiele
| Spiel | Team 1           | Team 2           | 1. H. | 2. H. | Verl. | Ergebnis |
| ----- | ---------------- | ---------------- | ----- | ----- | ----- | -------- |
| C1    | Tschechoslowakei | Dänemark         | 36:7  | 40:12 | –     | 76:19    |
| C2    | Bulgarien        | Dänemark         | 35:14 | 33:6  | –     | 68:20    |
| C3    | Bulgarien        | Tschechoslowakei | 41:33 | 37:27 | –     | 78:60    |

## Finalrunde

### Platzierungsrunde
Bei Punktgleichheit zählt der direkte Vergleich, danach die Korbdifferenz folgend die erzielten Körbe.
Tabelle
| Platz | Team           | Spiele | Siege | Niederl. | Körbe  | Diff. | Punkte |
| ----- | -------------- | ------ | ----- | -------- | ------ | ----- | ------ |
| 1     | Italien        | 3      | 3     | 0        | 190:93 | +97   | 6      |
| 2     | Österreich     | 3      | 2     | 1        | 90:126 | −36   | 5      |
| 3     | BR Deutschland | 3      | 1     | 2        | 93:114 | −21   | 4      |
| 3     | Dänemark       | 3      | 0     | 3        | 83:123 | −40   | 3      |

Spiele
| Spiel | Team 1         | Team 2         | 1. H. | 2. H. | Verl. | Ergebnis |
| ----- | -------------- | -------------- | ----- | ----- | ----- | -------- |
| D1    | Österreich     | BR Deutschland | 15:8  | 18:17 | –     | 33:25    |
| D2    | Italien        | Dänemark       | 32:8  | 25:26 | –     | 57:34    |
| D3    | BR Deutschland | Dänemark       | 15:10 | 18:11 | –     | 33:21    |
| D4    | Italien        | BR Deutschland | 25:16 | 35:19 | –     | 60:35    |
| D5    | Italien        | Österreich     | 31:11 | 42:13 | –     | 73:24    |
| D6    | Österreich     | Dänemark       | 14:13 | 19:15 | –     | 33:28    |

### Finalrunde
Bei Punktgleichheit zählt der direkte Vergleich, danach die Korbdifferenz folgend die erzielten Körbe.
Tabelle
| Platz | Team             | Spiele | Siege | Niederl. | Körbe   | Diff. | Punkte |
| ----- | ---------------- | ------ | ----- | -------- | ------- | ----- | ------ |
| 1     | Sowjetunion      | 5      | 5     | 0        | 351:245 | +106  | 10     |
| 2     | Tschechoslowakei | 5      | 4     | 1        | 306:267 | +39   | 9      |
| 3     | Bulgarien        | 5      | 3     | 2        | 266:232 | +34   | 8      |
| 4     | Ungarn           | 5      | 2     | 3        | 248:276 | −28   | 7      |
| 5     | Jugoslawien      | 5      | 1     | 4        | 220:316 | −96   | 6      |
| 6     | Frankreich       | 5      | 0     | 5        | 237:292 | −55   | 5      |

Spiele
| Spiel | Team 1           | Team 2           | 1. H. | 2. H. | Verl. | Ergebnis |
| ----- | ---------------- | ---------------- | ----- | ----- | ----- | -------- |
| E1    | Sowjetunion      | Frankreich       | 36:18 | 24:30 | –     | 60:48    |
| E2    | Tschechoslowakei | Ungarn           | 29:12 | 19:26 | –     | 48:38    |
| E3    | Bulgarien        | Jugoslawien      | 27:10 | 28:20 | –     | 55:30    |
| E4    | Bulgarien        | Frankreich       | 26:22 | 23:15 | –     | 49:37    |
| E5    | Ungarn           | Jugoslawien      | 30:21 | 32:29 | –     | 62:50    |
| E6    | Sowjetunion      | Tschechoslowakei | 41:35 | 28:27 | –     | 69:62    |
| E7    | Tschechoslowakei | Frankreich       | 33:33 | 38:23 | –     | 71:56    |
| E8    | Sowjetunion      | Jugoslawien      | 47:18 | 34:14 | –     | 81:32    |
| E9    | Bulgarien        | Ungarn           | 25:19 | 31:24 | –     | 56:43    |
| E10   | Tschechoslowakei | Jugoslawien      | 33:18 | 35:36 | –     | 68:54    |
| E11   | Sowjetunion      | Bulgarien        | 31:27 | 34:29 | –     | 65:56    |
| E12   | Ungarn           | Frankreich       | 27:22 | 31:24 | –     | 58:46    |
| E13   | Jugoslawien      | Frankreich       | 18:24 | 36:26 | –     | 54:50    |
| E14   | Sowjetunion      | Ungarn           | 43:24 | 33:23 | –     | 76:47    |
| E15   | Tschechoslowakei | Bulgarien        | 27:22 | 30:28 | –     | 57:50    |

## Endstand
| Rang | Land             |
| ---- | ---------------- |
| 1.   | Sowjetunion      |
| 2.   | Tschechoslowakei |
| 3.   | Bulgarien        |
| 4.   | Ungarn           |
| 5.   | Jugoslawien      |
| 6.   | Frankreich       |
| 7.   | Italien          |
| 8.   | Österreich       |
| 9.   | BR Deutschland   |
| 10.  | Dänemark         |